# پرادیجی
د پرادیجی (به انگلیسی: The Prodigy) یک گروه موسیقی رقص الکترونیک است که در سال ۱۹۹۰ تشکیل شد. گروه پرادیجی را در کنار هنرمندان دیگری همچون فتبوی اسلیم و کمیکال برادرز از پیشگامان سبک بیگ بیت می‌دانند. آثار پرادیجی تاکنون بیش از ۲۵ میلیون نسخه در جهان فروش داشته‌است.
کیت فلینت خوانندهٔ پرادیجی در ۴ مارس ۲۰۱۹ خودش را حلق‌آویز کرد و به زندگی‌اش خاتمه داد.

## شکل‌گیری
پرادیجی را لیام هاولت، کیت فلینت و لیروی ثورنهیل در اواخر سال ۱۹۹۰ بنیان گذاشتند. نام گروه از یک مدل سینتی‌سایز آنالوگ شرکت موگ به نام موگ پرادیجی گرفته شده‌است. این سینتی‌سایزری بود که هاولت با آن کار می‌کرد و در بدو آشناییش با فلینت که چند قطعه را برای او ضبط کرد روی برچسب نوار، کلمهٔ «پرادیجی» را نوشت.

## دیسکوگرافی

### آلبوم‌های استودیویی
- تجربه (۱۹۹۲)
- موسیقی برای نسل عهدشکن (۱۹۹۴)
- چربی زمین (۱۹۹۷)
- همیشه بیشتر، هرگز Outgunned (۲۰۰۴)
- مهاجمان باید بمیرند (۲۰۰۹)

### آلبوم‌های زنده
- جهان در آتش (۲۰۱۱)